# Comuna de Pasym
Pasym (polaco: Gmina Pasym) é uma gminy (comuna) na Polónia, na voivodia de Vármia-Masúria e no condado de Szczycieński. A sede do condado é a cidade de Pasym.
De acordo com os censos de 2004, a comuna tem 5156 habitantes, com uma densidade 34,5 hab/km².

## Área
Estende-se por uma área de 149,4 km², incluindo:
- área agricola: 46%
- área florestal: 31%

## Demografia
Dados de 30 de Junho 2004:
|                      | Total   | Total | Mulheres | Mulheres | Homens  | Homens |
| -------------------- | ------- | ----- | -------- | -------- | ------- | ------ |
|                      | pessoas | %     | pessoas  | %        | pessoas | %      |
| População            | 5156    | 100   | 2589     | 50,2     | 2567    | 49,8   |
| Densidade (pop./km²) | 34,5    | 100   | 17,3     | 17,3     | 17,2    | 17,2   |

De acordo com dados de 2002, o rendimento médio per capita ascendia a 1345,44 zł.

## Comunas vizinhas
- Dźwierzuty, Jedwabno, Purda, Szczytno